# Cerco de Casilino
O Cerco de Casilino, conhecida como Primeira Batalha de Casilino, foi iniciado no final de 216 a.C.. como parte da campanha de Aníbal pela Campânia durante a Segunda Guerra Púnica e terminou com a conquista da fortaleza de Casilino pelos cartagineses.

## Contexto histórico
Depois de fracassar em sua tentativa de conquistar Nola, Aníbal, tendo perdido quase 3 000 homens, recuou com suas forças para Acerra, ocupando a cidade depois de um curto cerco. Marco Cláudio Marcelo, propretor da região, rapidamente executou mais de setenta habitantes de Nola por traição e partiu para as colinas com vista para Suéssula, onde levantou seu acampamento.
Aníbal, depois de saquear e incendiar Acerra, soube que o ditador romano, Marco Júnio Pera, havia convocado a Casilino nove legiões, uma tentativa de evitar que novas traições como a de Cápua ocorressem, uma vez que a cidade era ocupada por uma força de 570 prenestinos, uns poucos romanos e uma coorte de 460 homens desde a derrota em Canas. Este número parecia suficiente para defender os muros de uma cidade bem pequena, mas que estava cercada, em grande parte, pelo rio Volturno. A falta de alimentos, porém fez parecer gigantesco o número de soldados ali estacionados.

## Assedio
O general cartaginês, aproximando-se de Casilino, enviou à frente os getulos sob o comando de um oficial chamado Isalca para tratar da rendição da cidade, primeiro de forma amigável e, em caso de negativa, tomando-a de assalto. Ao chegarem perto da muralha da cidade, Isalca e seus homens acreditaram que os habitantes haviam fugido de medo do exército cartaginês, tamanho era o silêncio. Eles então começaram a demolir o portão para entrar na cidade, mas foram surpreendidos pelas portas, que se abriram e deixaram sair duas coortes de infantaria que, dado o elemento surpresa, provocaram grandes estragos entre os cartagineses.

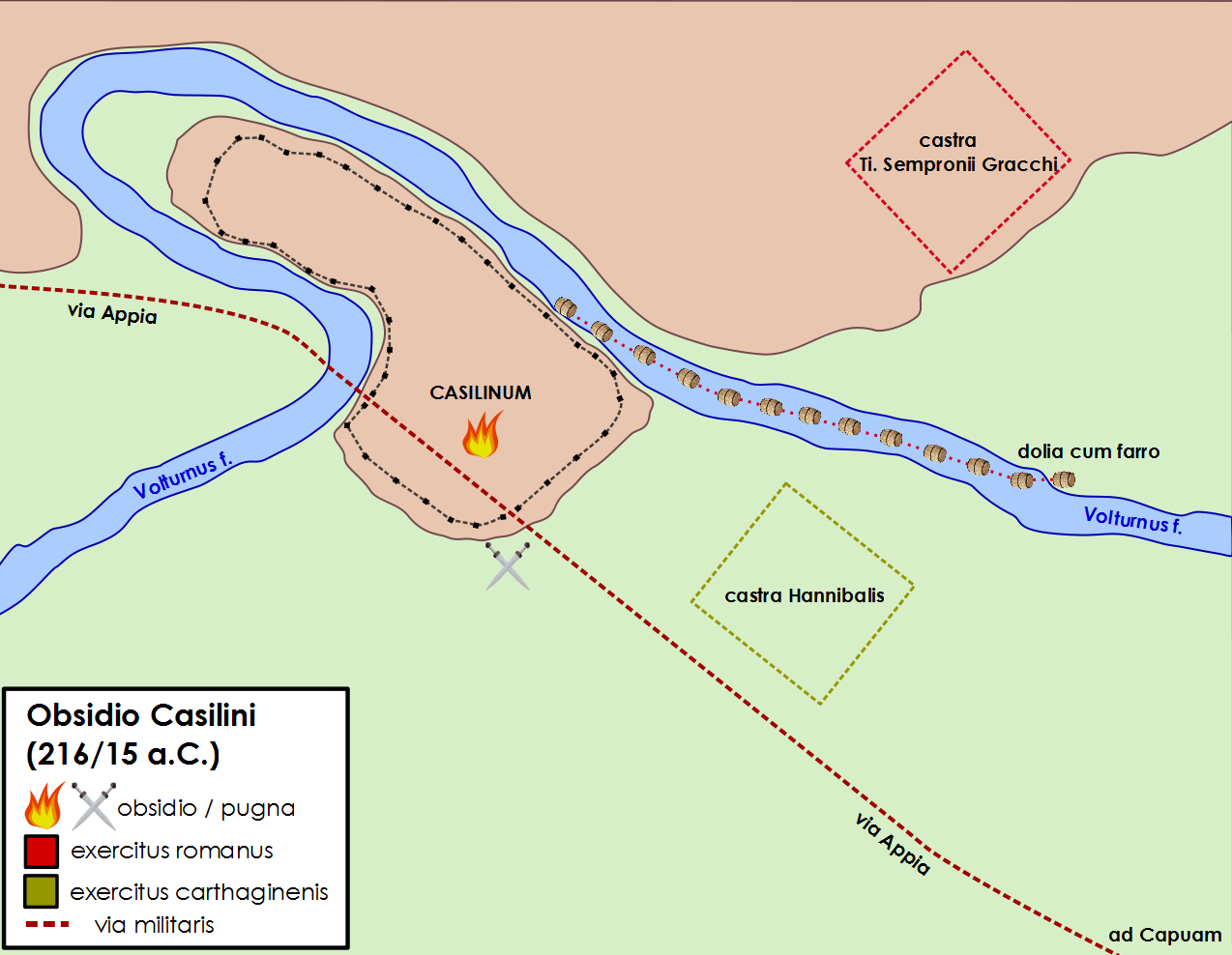
Mapa do Cerco de Casilino (216-215 a.C.)

Derrotada esta primeira fileira, Maárbal foi enviado com importantes reforços e os cartagineses conseguiram resistir ao ataque das coortes. Aníbal então decidiu armar seu próprio acampamento de frente para a muralha, pronto para assaltar a cidade com todas as forças que tinha à disposição. E, enquanto levantava as obras defensivas à volta do acampamento, muitos cartagineses perderam a vida para os dardos que eram atirados pelos defensores da muralha e das torres.
Em uma segunda incursão dos assediados, foram utilizados alguns elefantes, que conseguiram matar um número de defensores suficientemente grande dado seu exíguo número. Foram construídas então armas de cerco, que foram combatidas pelos casilinos com galerias subterrâneas. Com a aproximação do inverno, Aníbal decidiu fortificar seu acampamento para que os casilinos não achassem que ele estava abandonando o cerco, mas enviou o grosso do exército para a vizinha Cápua.
Terminado o inverno, Aníbal retirou o exército da hiberna em Casilino, que sofreu pesadas perdas por causa da extrema penúria e falta de alimentos. À frente do exército romano de socorro estava o mestre da cavalaria Tibério Semprônio Graco (o ditador havia retornado a Roma por causa dos auspícios). A cheia do rio Volturno e o temor dos habitantes de Nola e Acerra impediram que Marco Cláudio Marcelo fosse até Casilino.
Graco estava acampado às margens do Volturno, a montante e não muito acima de Casilino. Como o ditador havia determinado que nenhuma iniciativa devia ser realizada em sua ausência, Graco não se mexeu, mesmo sabendo da difícil situação dos assediados, alguns dos quais se atiravam no rio por causa da fome enquanto outros se apresentavam nus na muralha para serem mortos. Porém, o mestre da cavalaria não suportava mais ficar inativo: ele pensou em recolher todos os suprimentos dos campos à volta da cidade para enviá-los a Casilino em barris pelo rio depois de notificar os magistrados da cidade. Na noite seguinte, os barris desceram pelo rio e os alimentos estavam divididos igualmente neles. O mesmo aconteceu nas duas noites subsequentes, eludindo a vigilância cartaginesa. Nos dias seguintes, por causa da chuva contínua, o rio estava muito rápido e alguns botes acabaram encalhando na margem do rio perto do acampamento de Aníbal, inviabilizando o plano. Os romanos então planejaram atirar nozes e castanhas no Volturno para que pudessem ser recolhidas com redes rio abaixo. Porém, finalmente a fome entre os habitantes de Casilino atingiu um ponto tal que eles passaram a se alimentar com o couro das selas dos cavalos e dos escudos fervidos em água quente com todo tipo de ervas e raízes.
No final, Aníbal preferiu tratar da rendição da cidade, permitindo que cada cidadão pudesse ser resgatado com um pagamento de sete doze avos de uma libra romana de ouro.

## Consequências
Dos liberados, a maior parte era de prenestinos. Dos 570 que estavam na cidade, restavam pouco mais da metade e todos retornaram incólumes a Preneste com seu comandante, Marco Anício. Em homenagem a este episódio, foi erguida no fórum prenestino uma estátua de Anício com sua armadura envolta numa toga, a cabeça coberta e uma inscrição em bronze. A mesma inscrição foi colocada nas três estátuas do Templo da Fortuna Primigênia, em Roma.
A cidade de Casilino foi devolvida aos campânios e reforçada com um contingente de 700 cartagineses para evitar que os romanos a ocupassem novamente assim que Aníbal partisse. Aos soldados de Preneste, Roma determinou o pagamento de um duplo estipêndio e a redução do serviço militar em cinco anos. Os prenestinos, por sua vez, preferiram não aceitar a cidadania romana, que lhes foi oferecida por bravura. Em contraste, é obscuro o destino dos perusinos no relato de Lívio.